# Райх, Тияна
Тияна Райх (род. 1957) — американский учёный-материаловед, профессор и директор Школы молекулярных наук Университета штата Аризона. Её исследования посвящены разработке наноматериалов и материалов для квантовых технологий. В 2009 году ей была присуждена премия за новаторство Ассоциации женщин в науке, а в 2014 году она стала членом Американской ассоциации содействия развитию науки.

## Ранние годы и образование
Райх родилась в 1957 году в Белграде, бывшая Югославия, в сербско-еврейской семье. Её отец Зденко Райх (Reich, 1905–1990) был публицистом и юристом, а её мать Гордана Николич Райх была лингвистом. Тияна получила степень бакалавра и магистра в Белградском университете, где специализировалась в области физической химии. Получив докторскую степень, Райх работала в области исследований солнечной энергии в Национальной лаборатории возобновляемых источников энергии и Институте Бориса Кидрича в Белграде, где она занималась фотоэлектрохимией и полупроводниками.

## Исследования и карьера
Райх работала в Аргоннской национальной лаборатории, где в конечном итоге получила звание почётного члена Аргоннской лаборатории. Она работала над полупроводниковыми нанокристаллами для расщепления воды и электрохимии. В частности, Райх работала над синтезом нанокристаллов и разрабатывала стратегии их сборки. Она разработала электронную парамагнитную спектроскопию и другие методы электронного резонанса для изучения спиновых эффектов при переносе электронов. В 2009 году ей была присуждена премия за новаторство Ассоциации женщин в науке, а в 2014 году она стала стипендиатом Американской ассоциации содействия развитию науки.
Наряду с работой над наноматериалами Райх разработала квантовые стратегии для зондирования. Она показала, что большие площади поверхности металлоорганических структур можно использовать для максимального повышения чувствительности, что позволяет проводить количественный анализ с использованием электронного парамагнитного резонанса. Она предположила, что углеродные нанотрубки с сильно ограниченными электронными спинами могут быть использованы в качестве кубитов с рекордно долгим временем когерентности.
В 2021 году Райх была назначена директором Школы молекулярных наук Университета штата Аризона.

## Избранные публикации
- Kim D., Rozhkova E. A., Ulasov I. V., Rajh T., Bader S. D., Lesniak M. S., Novosad V. Biofunctionalized magnetic-vortex microdiscs for targeted cancer-cell destruction (англ.) // Nature Materials — NPG, 2009. — Vol. 9, Iss. 2. — P. 165—171. — ISSN 1476-1122; 1476-4660 — doi:10.1038/NMAT2591 — PMID:19946279
- Rajh T., Micic O. I., Nozik A. J. Synthesis and characterization of surface-modified colloidal cadmium telluride quantum dots (англ.) // Journal of physical chemistry — ACS, 1993. — Vol. 97, Iss. 46. — P. 11999—12003. — ISSN 0022-3654; 1541-5740 — doi:10.1021/J100148A026
- Hurum D. C., Gray K. A., Rajh T., Thurnauer M. C. Recombination pathways in the Degussa P25 formulation of TiO2: surface versus lattice mechanisms (англ.) // Journal of Physical Chemistry B / G. C. Schatz — ACS, 2005. — Vol. 109, Iss. 2. — P. 977—980. — 4 p. — ISSN 1520-6106; 1520-5207 — doi:10.1021/JP045395D — PMID:16866468